# Meron Abraham
Meron Abraham Brhane (15 maart 1995) is een Eritrees voormalig wielrenner die in 2018 reed voor Bike Aid.

## Carrière
In 2016 won Abraham de zesde etappe in de Ronde van Burkina Faso, waar hij Abderrahmane Hamza en Issiaka Cissé versloeg in een sprint met drie. In het algemeen klassement eindigde de Eritreeër op de negentiende plaats, met een achterstand van zes minuten op winnaar Harouna Ilboudo.
In 2017 werd Abraham, samen met Amanuel Gebrezgabihier, Awet Habtom en Meron Teshome, Afrikaans kampioen ploegentijdrijden door het 56 kilometer lange parcours in en rond Luxor bijna twee minuten sneller af te leggen dan de Algerijnse selectie. Vijf dagen later werd hij, achter Willie Smit, tweede in de wegwedstrijd. In maart won hij de laatste etappe van de Tropicale Amissa Bongo en werd hij achttiende in het eindklassement. In juni werd hij nationaal kampioen op de weg, voor Elyas Afewerki en Merhawi Kudus. In het eindklassement van de UCI Africa Tour van dat jaar werd Abraham tweede, achter Smit.

## Overwinningen
2016
6e etappe Ronde van Burkina Faso
2017
 Afrikaans kampioen ploegentijdrijden, Elite
7e etappe La Tropicale Amissa Bongo
 Eritrees kampioen op de weg, Elite

## Ploegen
- 2018 –  Bike Aid

Abraham · Bichlmann · Carstensen · van Engelen · Holler · Kagimu · Kangangi · Kipkemboi · Langat · Lechner · Schäfer · Schnapka · Teshome · Thömel